# 7. armija (Njemačko Carstvo)
7. armija (njem. 7. Armee / Armeeoberkommando 7 / A.O.K. 7) je bila vojna formacija njemačke vojske u Prvom svjetskom ratu. Tijekom Prvog svjetskog rata djelovala je na Zapadnom bojištu.

## Povijest
Sedma armija formirana je 2. kolovoza 1914. sa sjedištem stožera u Karlsruheu. Njezinim prvim zapovjednikom postao je general pukovnik Josias von Heeringen kojemu je načelnik stožera bio general poručnik Karl von Hänisch. Na početku rata sastojala se od tri korpusa i to XIV., XV. i XIV. pričuvnog korpusa.
Na početku rata 7. armija je držala položaje u pokrajini Alsace, te je sudjelovala u Bitci kod Mulhousea (7. – 10 kolovoza 1914.). U navedenoj bitci francuski VII. korpus napao je XIV. i XV. korpus, te je 7. kolovoza 1914. uspio zauzeti Mulhousea kojega su napustile njemačke snage što je izazvalo oduševljenje u Francuskoj. Međutim, ubrzo su korpusi 7. armije prešli protunapad, te se francuski VII. korpus kako bi izbjegao okruženje morao 10. kolovoza 1914. povući iz Mulhousea, tako da je navedena bitka završila njemačkom pobjedom. 
Sedma armija je sudjelovala i u Bitci u Loreni (14. – 25. kolovoza 1914.) u kojoj su francuska 1. i 2. armija napale njemačku 6. i 7. armiju s ciljem oslobođenja Lorene, francuske pokrajine koja se od Prusko-francuskog rata nalazila pod njemačkom okupacijom. I u toj bitci francuske armije su u početku uspjele potisnuti njemačke, ali su protunapadom suzbijene, te je i ta bitka završila njemačkom pobjedom. Nakon njemačkog poraza u Prvoj bitci na Marni, 7. armija je sudjelovala u Prvoj bitci na Aisnei (13. – 28. rujna 1914) u kojoj je zatvorila prazninu u rasporedu između njemačke 1. i 2. armije koja je bila jedna od uzroka njemačkog poraza na Marni. Nakon toga 7. armija je sudjelovala i u bitkama poznatim pod nazivom Trka k moru (15. rujna - 14. listopada 1914.) u kojoj su protivnici pokušavali zaobići protivničko krilo.

U kolovozu 1916. zapovjednika 7. armije Josiasa von Heeringena na mjestu zapovjednika zamjenjuje general topništva Richard von Schubert kojega pak nakon šest mjeseci u ožujku 1917. zamjenjuje general pješaštva Max von Boehn. Pod zapovjedništvom Boehna 7. armija sudjeluje u Drugoj bitci na Aisnei (16. travanj – 9. svibanj 1917.) gdje uspješno zajedno s 1. armijom odbila francuski napad koji je bio dio Nivelleove ofenzive.
Sedma armija imala je značajnu ulogu u njemačkoj Proljetnoj ofenzivi. Tako je sudjelovala u Trećoj bitci na Aisnei (27. svibnja – 6. lipnja 1918.) trećem napadu njemačke ofenzive. U navedenoj bitci njemačke snage uspjele su probiti obranu francuske 6. armije, te doprijeti do Marne i ugroziti Pariz. Sedma armija je nakon toga sudjelovala u Drugoj bitci na Marni (15. srpnja – 6. kolovoza 1918.) posljednjem njemačkom napadu u Proljetnoj ofenzivi. U navedenoj ofenzivi 7. armija je zajedno s 1. armijom pokušala probiti savezničku liniju zapadno od Reimsa, ali u tome nije uspjela tako da je ofenziva pretrpjela neuspjeh.
Nakon Druge bitke na Marni, Maxa von Boehna, koji je postao zapovjednikom grupe armija nazvanim njegovim imenom, je na mjestu zapovjednika 7. armije zamijenio general pješaštva Magnus von Eberhardt. On je međutim zapovijedao 7. armijom svega tri mjeseca s obzirom na to da se na zapovjedništvo iste 31. listopada 1918. ponovno vratio Boehn koji je 7. armijom zapovijedao sve do kraja rata. Nakon prestanaka neprijateljstava 7. armija se počela vraćati u Njemačku, te je nakon dovršenog povlačenja rasformirana 1. siječnja 1919. u Marburgu.

## Zapovjednici
Josias von Heeringen (2. kolovoza 1914. – 28. kolovoza 1916.)

Richard von Schubert (28. kolovoza 1916. – 11. ožujka 1917.)

Max von Boehn (11. ožujka 1917. – 6. kolovoza 1918.)

Magnus von Eberhardt (6. kolovoza 1918. – 31. listopada 1918.)

Max von Boehn (31. listopada 1918. – 1. siječnja 1919.)

## Načelnici stožera
Karl von Hänisch (2. kolovoza 1914. – 11. ožujka 1915.)

Gerhard Tappen (11. ožujka 1915. – 28. ožujka 1915.)

Rudolf von Borries (28. ožujka 1915. – 15. veljače 1917.)

Walther Reinhardt (15. veljače 1917. – 3. studenog 1918.)

Richard von Pawelsz (3. studenog 1918. – 1. siječnja 1919.)

## Bitke
Bitka kod Mulhousea (7. – 10. kolovoza 1914.)

Bitka u Loreni (14. – 25. kolovoza 1914.)

Prva bitka na Aisnei (13. – 28. rujna 1914.)

Trka k moru (15. rujna - 14. listopada 1914.)

Druga bitka na Aisnei (16. travnja - 9. svibnja 1917.)

Treća bitka na Aisnei (27. svibnja – 6. lipnja 1918.) 

Druga bitka na Marni (15. srpnja – 6. kolovoza 1918.)

## Vojni raspored 7. armije na početku Prvog svjetskog rata
Zapovjednik: general pukovnik Josias von Heeringen

Načelnik stožera: general poručnik Karl von Hänisch

- XIV. korpus (genpj. Ernst von Hoiningen-Huene)
  - 28. pješačka divizija (gen. Kehler)
  - 29. pješačka divizija (gen. Isbert)

- XV. korpus (genpj. Berthold von Deimling)
  - 30. pješačka divizija (gen. Eben)
  - 39. pješačka divizija (gen. Watter)

- XIV. pričuvni korpus (gentop. Richard von Schubert)
  - 26. pričuvna divizija (gen. Soden)
  - 28. pričuvna divizija (gen. Pavel)
Magnus von Eberhardt, zapovjednik 7. armije od kolovoza do listopada 1918.

## Vojni raspored 7. armije u prosincu 1914.
Zapovjednik: general pukovnik Josias von Heeringen

Načelnik stožera: general poručnik Karl von Hänisch

- X. korpus (genpj. Otto von Emmich)
  - 19. pješačka divizija (gen. M. Hofmann)
  - 20. pješačka divizija (gen. Oetinger)

- XII. korpus (genpj. Karl Ludwig d'Elsa)
  - 23. pješačka divizija (gen. Lindeman)
  - 32. pješačka divizija (gen. von der Planitz)

- VII. pričuvni korpus (genpj. Hans von Zwehl)
  - 13. pričuvna divizija (gen. A. Kühne)
  - 14. pričuvna divizija (gen. Unger)

- X. pričuvni korpus (genpor. Johannes von Eben)
  - 2. gardijska pričuvna divizija (gen. Weese)
  - 19. pričuvna divizija (gen. Behrfeldt)

## Vojni raspored 7. armije krajem kolovoza 1916.
Zapovjednik: general topništva Richard von Schubert

Načelnik stožera: pukovnik Rudolf von Borries

- XI. korpus (genpj. Otto von Plüskow)
  - 113. pješačka divizija (gen. Sontag)
  - 16. pričuvna divizija (gen. Ditfurth)
  - 15. pričuvna divizija (gen. Kurowski)
  - 208. pješačka divizija (gen. Hesse)

- VIII. korpus (genpj. Julius Riemann)
  - 15. pješačka divizija (gen. Raitz von Frentz)
  - divizija Dumrath (gen. Dumrath)

- XVIII. korpus (genpj. Heinrich Dedo von Schenck)
  - 25. pješačka divizija (gen. Dresler)
  - 21. pješačka divizija (gen. Oven)
  - 23. pješačka divizija (gen. Barensprung)

- Grupa Kühne (genpor. Viktor Kühne)
  - 16. pješačka divizija (gen. Zaborowsk)
  - 32. pješačka divizija (gen. von der Decken)
  - 47. pričuvna divizija (gen. Besser)

## Vojni raspored 7. armije u ožujku 1917.
Zapovjednik: general pješaštva Max von Boehn

Načelnik stožera: potpukovnik Walther Reinhardt

- LIV. korpus (genpor. Richard von Kraewel)
  - 16. pričuvna divizija (gen. Ditfurth)
  - 19. pričuvna divizija (gen. Wartenberg)
  - 5. gardijska divizija (gen. Osten)

- XV. pričuvni korpus (gentop. Maximilian von Höhn)
  - bavarska ersztzka divizija (gen. Kiefhaber)
  - 9. bavarska pričuvna divizija (gen. Clauss)

- X. pričuvni korpus (genpj. Magnus von Eberhardt)
  - 10. pričuvna divizija (gen. Dallmer)
  - 21. pješačka divizija (gen. Suter)
  - 43. pričuvna divizija (gen. Stenger)

- Armijska pričuva
  - 213. pješačka divizija (gen. Bernuth)
  - 20. pješačka divizija (gen. Trautmann)
  - 235. pješačka divizija (gen. Zietlow)
  - 4. pješačka divizija (gen. Freyer)

## Vojni raspored 7. armije u lipnju 1917.
Zapovjednik: general pješaštva Max von Boehn

Načelnik stožera: potpukovnik Walther Reinhardt

- XI. korpus (genpor. Viktor Kühne)
  - 50. pješačka divizija (gen. Engelbrechten)
  - 103. pješačka divizija (gen. Auer)
  - 46. pričuvna divizija (gen. Wasielewski)
  - 10. pješačka divizija (gen. Diepenbroick-Grüter)

- LIV. korpus (genpj. Eduard von Liebert)
  - 211. pješačka divizija (gen. Lewinski)
  - 78. pričuvna divizija (gen. Stolzman)

- XXXIX. pričuvni korpus (genpor. Otto von Lauenstein)
  - 37. pješačka divizija (gen. R. von der Goltz)
  - 13. pješačka divizija (gen. Borries)
  - 1. bavarska divizija (gen. Dänner)

- LXV. korpus (genpor. Eberhard von Schmettow)
  - 15. pješačka divizija (gen. Götzen)
  - 41. pješačka divizija (gen. H. Schmidt von Knobelsdorf)
  - 15. bavarska divizija (gen. Tutschek)
  - 9. pješačka divizija (gen. Weber)

## Vojni raspored 7. armije krajem listopada 1918.
Zapovjednik: general pješaštva Max von Boehn

Načelnik stožera: potpukovnik Richard von Pawelsz

- XVII. korpus (genpor. Axel von Petersdorff)
  - 24. pričuvna divizija (gen. Oldershausen)
  - 86. pješačka divizija (gen. Brauchitsch)
  - 10. pričuvna divizija (gen. Meister)

- III. korpus (genpor. Alfred von Böckmann)
  - 26. pješačka divizija (gen. Ulrich von Württemberg)
  - 227. pješačka divizija (gen. Leyser)
  - 3. mornarička divizija (gen. K. von Moltke)

- VIII. pričuvni korpus (genpor. Georg Wichura)
  - 84. pješačka divizija (gen. Leu)
  - 19. pješačka divizija (gen. Hülsen)
  - 2. bavarska divizija (gen. Zoellner)

- LXV. korpus (genpor. Eberhard von Schmettow)
  - 5. pješačka divizija (gen. Johow)
  - 4. gardijska divizija (gen. Finck von Finckenstein)
  - 216. pješačka divizija (gen. Vett)
  - 50. pješačka divizija (gen. Derschau)

- VII. korpus (genpor. Wilhelm von Woyna)

## Vanjske poveznice
(eng.) 7. armija na stranici Prussian Machine.com

(njem.) 7. armija na stranici Deutschland14-18.de  Arhivirana inačica izvorne stranice od 5. listopada 2013. (Wayback Machine)

(njem.) 7. armija na stranici Wiki-de.genealogy.net